# 996型レーダー
996型レーダー（英語: Type 996 radar）は、イギリスのシーメンス・プレッシー（現在のBAEシステムズ）社が開発した3次元レーダー。またAWS-9として輸出にも供されたが、オスロ級フリゲートの搭載機は2次元式のAWS-9（2-D）とされており、アンテナの形状もパラボラアンテナに変更されている。

## 来歴
1980年代初頭、イギリス海軍は、当時開発中だった新世代の水上艦艇に搭載するための、新しい長距離捜索レーダーを模索していた。1983年、幕僚目標「カーディナル・ポイント」仕様に応じるかたちで技術提案書が発出され、まず開発契約が締結された。高角測定の強化が重視され、可能性がある多くの業者に対して様々な要求が提示された。この結果として各社の開発・設計プロセスは混乱し、提案の中間管理審査では、契約に値する製品を生み出せそうもない状態が明らかになった。
この状況を受けて従来の取り組みは中止され、まったく異なる3つのレーダーを入札することが決定された。1つはアメリカ海軍が用いているのと同様の完全な3次元レーダーだったが、イギリスの艦船に合うように若干小型化された。1つは限定的な高角測定能力を備えた近代的な2次元レーダー、残る1つは両者の中間的なもので、「2.5次元」と表現された。
これに応じて開発されたのが996型であり、1984年第4四半期、プレッシー社が勝者となったことが宣言された。1986年4月、まず既存の艦に搭載するための996/1型の生産契約が締結され、2年後には新造艦に搭載するための996/2型の生産契約も締結された。

## 設計
996型は、プレッシー社の輸出向け製品であるAWS-5をもとに発展させて開発されたとされるが、3次元レーダーとしての機能を有するという点で、従来の同社製品とは一線を画していた。
アンテナはストリップラインを積み上げて複数のビームを形成する方式であり、垂直方向は、構造的に類似するシグナール社のSMART-Sと同じく周波数走査（FRESCAN）方式としている。
送信機としては進行波管（TWT）を採用しており、同社の陸上レーダーであるAR-320の技術が導入されている。異なる周波数のバースト信号を送信し、各バースト内のサブパルスはパルス圧縮のために位相コード化されている。受信機はダブルスーパーヘテロダイン方式で、パルス圧縮技術が導入されている。
2000年代に入って、新型の997型による更新が開始されている。

## 採用国と搭載艦艇
- イギリス海軍

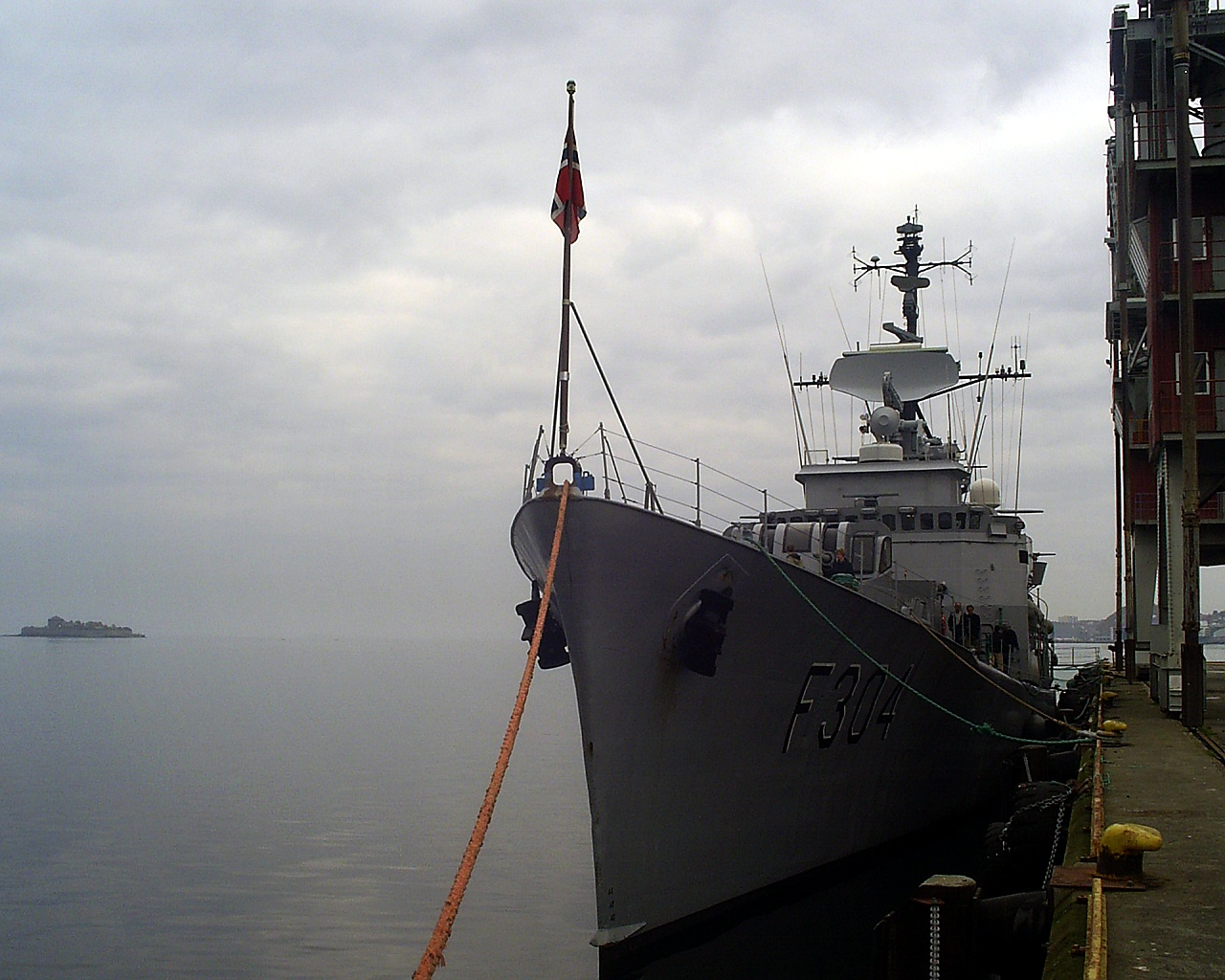
ノルウェー海軍「ナルヴィク」
艦橋上にAWS-9（2-D）の横長のパラボラアンテナが設置されている

  - 42型駆逐艦（996型：992型より換装）
  - 23型フリゲート（996型Mod.1：997型へ後日換装）
  - ヘリコプター揚陸艦「オーシャン」（996型：997型へ後日換装）
  - アルビオン級揚陸艦（996型：997型へ後日換装）

- インドネシア海軍
  - ブン・トモ級コルベット（英語版）（AWS-9）

- チリ海軍
  - 23型フリゲート（996型Mod.1）

- トルコ海軍
  - バルバロス級フリゲート（AWS-9）
  - サーリヒレイス級フリゲート（AWS-9）

- ノルウェー海軍
  - オスロ級フリゲート（AWS-9（2-D）：DRBV-22より換装）